# Perla (1813)
La Perla fue una embarcación mercante que había sido adquirida por el gobierno de Chile en 1813, en el marco de la guerra de emancipación chilena, con el propósito de ser armada en guerra. Es una de las dos unidades navales con las que contó el naciente Estado chileno, del período histórico conocido como la Patria Vieja. 
En su primera misión, bajo el pabellón chileno de ese período, se sublevó y se unió al bando de los realistas. Posteriormente sería recapturada por los chilenos en 1817. En 1821 habría sido aparentemente cedida por Chile al gobierno revolucionario del Perú. No hay datos de su destino final. 
Durante su servicio bajo los distintos pabellones no hubo variación en su nombre.

## Construcción y características
Era un buque de origen estadounidense. Se cree que fue construido en 1811 o 1812 en el puerto de Baltimore, para uso comercial.
La historiografía ha usado el término "fragata" para referirse a ella. Sin embargo, por su menor porte y dimensiones era en realidad una corbeta. Otra denominación que podría utilizarse es el de sloop-of-war o corbeta de guerra, por haber sido posteriormente acondicionado para uso militar por los chilenos y también por los realistas.

## Historia
Utilizada por su propietario norteamericano para el comercio de cabotaje. 
En 1813 se encontraba en Valparaíso, siendo requisado y adquirido en arrendamiento por el gobierno revolucionario de Chile por un decreto dictado el 22 de abril, en el que también fue adquirido en compra el bergantín Potrillo. Fue la primera en enarbolar el pabellón chileno de ese período. 
Su adquisición se debía a la imperiosa necesidad del gobierno chileno de formar una flotilla naval para contrarrestar la acción de los corsarios realistas que el virrey del Perú José Fernando de Abascal había desplegado en las costas chilenas, y también para impedir la llegada de auxilios o refuerzos realistas al territorio desde el Perú o Chiloé.
Fue tripulado con 120 hombres, chilenos y extranjeros voluntarios, y armado con 2 cañones de 24 libras y 22 cañones de 12 libras que fueron requisados, al igual que las armas menores como las pistolas o fusiles, a la fragata armada portuguesa San José de la Fama que se hallaba en el puerto. Para comandarla fue elegido el capitán José Vicente Barba, marino chileno de reputación pero sin formación militar. A fines de abril se hallaba regularmente listo para prestar servicio en conjunto con el Potrillo, que debía apoyarle en las operaciones marítimas que realizara contra los realistas.
El 2 de mayo zarpó junto con el Potrillo, liderando la que sería la primera operación naval chilena, que consistía en levantar el bloqueo realista de Valparaíso que era sostenido por la fragata corsaria Warren. Sin embargo, en su aproximación al buque adversario se sublevó. Gran parte de la tripulación, encabezada por un marinero italiano llamado Carlos Antonio Magi, tomaron el control de ella y se pasaron a los realistas. El Potrillo corrió la misma suerte. Todo esto había sido parte de un complot orquestado en tierra para frustrar el primer intento naval de Chile.
Luego de este suceso fue remitido por los realistas al Callao junto con el Potrillo, arribando al lugar a mediados de mayo, en donde pasó a servicio formal en la Real Armada española o fue destinada al comercio. Se desconocen las actividades que habría realizado entre 1814 a 1816, pero en algún momento del último año mencionado fue comisionado a España.
El 6 de mayo de 1817 formó parte de un convoy militar de diez transportes con tropasy utensilios que salió de Cádiz con destino al Perú, escoltados por la fragata Esmeralda. En este crucero su capitán fue un individuo llamado José Antonio Chapartegui e iba para la ocasión tripulada por 76 hombres y armada en guerra con 16 cañones. Traía a bordo un grupo de oficiales y un valioso cargamento de mercancías de variado género.
Durante la navegación el convoy se dispersó casi completamente en el Cabo de Hornos. Separada igualmente y con su tripulación experimentando los males de una navegación de cinco meses, se acercó en los primeros días de octubre a Valparaíso, con la falsa creencia de que se hallaba bajo dominio realista y que podría por tanto conseguir suministros. Esto provocó que el 8 de octubre fuera capturado en las cercanías del lugar por el bergantín chileno Águila, sin haber opuesto la menor resistencia. Fue integrada a la naciente Armada de Chile, sus tripulantes fueron hechos prisioneros, sus armas adquiridas y su mercancía que estaba avaluado en más de 40.000 pesos de la época le proporcionó al resurgido Estado chileno una regular entrada de dinero.
Ese año se pensó en armarla para el servicio, dándose inicio a los trabajos para equiparla, pero finalmente se desistió de ello por el mal estado de su casco, quedando deshabilitada en el puerto.   
En agosto de 1819 el almirante Thomas Cochrane pensó en utilizarla como unidad auxiliar de la escuadra naval en la segunda incursión a las costas peruanas que el gobierno le encomendaba ejecutar, pero al final fue utilizado la fragata Jerezana, por considerársele inservible.
En 1820 fue habilitada como transporte para formar parte del convoy militar de la llamada expedición libertadora del Perú,quedando en un inicio bajo el mando del capitán Guillermo Simpson.
Durante el desarrollo de la campaña en territorio peruano, probablemente en 1821, habría sido cedido formal o tácitamente por Chile al gobierno independentista del Perú. Integrado en la Marina de Guerra del Perú participó como transporte en la campaña de puertos intermedios ejecutada a finales de 1822. 
En el desenvolver de la guerra en el Perú se pierde su paradero. Se desconoce su destino final.